# Rhynchocyclus
Rhynchocyclus là một chi chim trong họ Tyrannidae.